# Llista d'espècies de mimètids

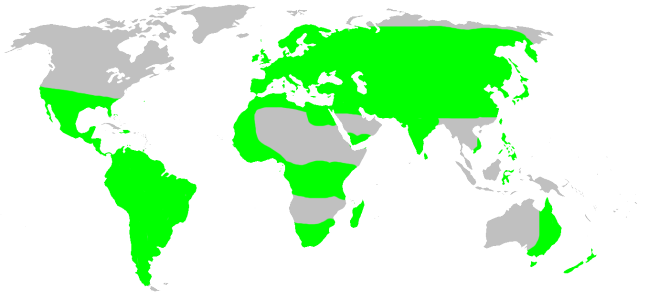
Distribució dels mimètids

Aquesta és la llista d'espècies de mimètids, una família d'aranyes araneomorfes. Conté la informació recollida fins al 31 d'agost de 2006 i hi ha citats 12 gèneres i 152 espècies, però la majoria formen part del gènere Mimetus amb 61 i Ero amb 38 espècies. La seva distribució és força àmplia, i es troben per Europa, una gran part d'Amèrica i Àsia, i a zones d'Àfrica i Oceania.

## Gèneres i espècies

### Arocha
Arocha Simon, 1893
- Arocha erythrophthalma Simon, 1893 (Perú, Brasil)
- Arocha rochai Mello-Leitão, 1941 (Brasil)

### Arochoides
Arochoides Mello-Leitão, 1935
- Arochoides integrans Mello-Leitão, 1935 (Brasil)

### Australomimetus
Australomimetus Heimer, 1986
- Australomimetus andreae Heimer, 1989 (Queensland)
- Australomimetus annulipes Heimer, 1986 (Illa Lord Howe)
- Australomimetus burnetti Heimer, 1986 (Queensland, Nova Gal·les del Sud)
- Australomimetus childersiensis Heimer, 1986 (Queensland)
- Australomimetus daviesianus Heimer, 1986 (Queensland)
- Australomimetus hartleyensis Heimer, 1986 (Queensland)
- Australomimetus hertelianus Heimer, 1986 (Queensland)
- Australomimetus hirsutus Heimer, 1986 (Queensland)
- Australomimetus kioloensis Heimer, 1986 (Nova Gal·les del Sud)
- Australomimetus maculosus (Rainbow, 1904) (Queensland, Nova Gal·les del Sud)
- Australomimetus miniatus Heimer, 1986 (Queensland)
- Australomimetus pseudomaculosus Heimer, 1986 (Queensland, Nova Gal·les del Sud)
- Australomimetus raveni Heimer, 1986 (Queensland)
- Australomimetus robustus Heimer, 1986 (Queensland)
- Australomimetus spinosus Heimer, 1986 (Queensland)
- Australomimetus subspinosus Heimer, 1986 (Nova Gal·les del Sud)
- Australomimetus sydneyensis Heimer, 1986 (Nova Gal·les del Sud)
- Australomimetus triangulosus Heimer, 1986 (Queensland)

### Ero
Ero C. L. Koch, 1836
- Ero aphana (Walckenaer, 1802) (Paleàrtic (Santa Helena, Queensland, introduïda))
- Ero cachinnans Brignoli, 1978 (Bhutan)
- Ero cambridgei Kulczyn'ski, 1911 (Paleàrtic)
- Ero canala Wang, 1990 (Xina)
- Ero canionis Chamberlin & Ivie, 1935 (EUA)
- Ero capensis Simon, 1895 (Sud-àfrica)
- Ero catharinae Keyserling, 1886 (Brasil)
- Ero comorensis Emerit, 1996 (Illes Comoro, Seychelles)
- Ero eburnea Thaler, 2004 (Costa d'Ivori)
- Ero felix Thaler & van Harten, 2004 (Iemen)
- Ero flammeola Simon, 1881 (Portugal fins a Corfú, Illes Canàries)
- Ero furcata (Villers, 1789) (Paleàrtic)
- Ero furuncula Simon, 1909 (Vietnam)
- Ero galea Wang, 1990 (Xina)
- Ero gemelosi Baert & Maelfait, 1984 (Illes Galápagos)
- Ero goeldii Keyserling, 1891 (Brasil)
- Ero gracilis Keyserling, 1891 (Brasil)
- Ero humilithorax Keyserling, 1886 (Brasil)
- Ero japonica Bösenberg & Strand, 1906 (Rússia, Xina, Corea, Japó)
- Ero juhuaensis Xu, Wang & Wang, 1987 (Xina)
- Ero kompirensis Strand, 1918 (Japó)
- Ero Coreana Paik, 1967 (Rússia, Xina, Corea, Japó)
- Ero lata Keyserling, 1891 (Brasil)
- Ero lawrencei Unzicker, 1966 (Sud-àfrica)
- Ero leonina (Hentz, 1850) (EUA)
- Ero lodingi Archer, 1941 (EUA)
- Ero lokobeana Emerit, 1996 (Madagascar)
- Ero luzonensis Barrion & Litsinger, 1995 (Filipines)
- Ero madagascariensis Emerit, 1996 (Madagascar)
- Ero melanostoma Mello-Leitão, 1929 (Brasil)
- Ero pensacolae Ivie & Barrows, 1935 (EUA)
- Ero quadrituberculata Kulczyn'ski, 1905 (Madeira)
- Ero salittana Barrion & Litsinger, 1995 (Filipines)
- Ero spinifrons Mello-Leitão, 1929 (Brasil)
- Ero spinipes (Nicolet, 1849) (Xile, Argentina)
- Ero tasmaniensis Hickman, 1928 (Queensland fins a Tasmània)
- Ero tuberculata (De Geer, 1778) (Paleàrtic)
- Ero valida Keyserling, 1891 (Brasil)

### Gelanor
Gelanor Thorell, 1869
- Gelanor altithorax Keyserling, 1893 (Brasil)
- Gelanor consequus O. P.-Cambridge, 1902 (Panamà)
- Gelanor depressus Chickering, 1956 (Panamà)
- Gelanor distinctus O. P.-Cambridge, 1899 (Panamà)
- Gelanor gertschi Chickering, 1947 (Panamà)
- Gelanor heraldicus Petrunkevitch, 1925 (Panamà)
- Gelanor innominatus Chamberlin, 1916 (Perú)
- Gelanor insularis Mello-Leitão, 1929 (Brasil)
- Gelanor lanei Soares, 1941 (Brasil)
- Gelanor latus (Keyserling, 1881) (Xile, Perú, Brasil)
- Gelanor mabelae Chickering, 1947 (Panamà)
- Gelanor mixtus O. P.-Cambridge, 1899 (Guatemala, Panamà)
- Gelanor muliebris Dyal, 1935 (Pakistan)
- Gelanor obscurus Mello-Leitão, 1929 (Brasil, Paraguai)
- Gelanor ornatus Schenkel, 1953 (Veneçuela)
- Gelanor proximus Mello-Leitão, 1929 (Brasil)
- Gelanor zonatus (C. L. Koch, 1845) (Panamà, Brasil, Guaiana Francesa, Paraguai)

### Gnolus
Gnolus Simon, 1879
- Gnolus angulifrons Simon, 1896 (Xile, Argentina)
- Gnolus blinkeni Platnick & Shadab, 1993 (Xile, Argentina)
- Gnolus cordiformis (Nicolet, 1849) (Xile, Argentina)
- Gnolus limbatus (Nicolet, 1849) (Xile)
- Gnolus spiculator (Nicolet, 1849) (Xile, Argentina)
- Gnolus zonulatus Tullgren, 1902 (Xile, Argentina)

### Kratochvilia
Kratochvilia Strand, 1934
- Kratochvilia pulvinata (Simon, 1907) (Príncipe)

### Melaenosia
Melaenosia Simon, 1906
- Melaenosia pustulifera Simon, 1906 (Índia)

### Mimetus
Mimetus Hentz, 1832
- Mimetus aktius Chamberlin & Ivie, 1935 (EUA)
- Mimetus arushae Caporiacco, 1947 (Tanzània)
- Mimetus audax Hickman, 1929 (Tasmània)
- Mimetus aurioculatus Hickman, 1929 (Tasmània)
- Mimetus banksi Chickering, 1947 (Panamà)
- Mimetus bifurcatus Reimoser, 1939 (Costa Rica)
- Mimetus bigibbosus O. P.-Cambridge, 1894 (Mèxic, Panamà)
- Mimetus bishopi Caporiacco, 1949 (Kenya)
- Mimetus brasilianus Keyserling, 1886 (Brasil)
- Mimetus catulli Heimer, 1989 (Queensland)
- Mimetus caudatus Wang, 1990 (Xina)
- Mimetus comorensis Schmidt & Krause, 1994 (Illes Comoro)
- Mimetus cornutus Lawrence, 1947 (Sud-àfrica)
- Mimetus crudelis O. P.-Cambridge, 1899 (Guatemala)
- Mimetus debilispinis Mello-Leitão, 1943 (Brasil)
- Mimetus dimissus Petrunkevitch, 1930 (Puerto Rico, Antigua)
- Mimetus eXinatus Wang, 1990 (Xina)
- Mimetus epeiroides Emerton, 1882 (EUA)
- Mimetus fernandi Lessert, 1930 (Congo)
- Mimetus hannemanni Heimer, 1989 (Queensland)
- Mimetus haynesi Gertsch & Mulaik, 1940 (EUA)
- Mimetus hesPerús Chamberlin, 1923 (EUA)
- Mimetus hieroglyphicus Mello-Leitão, 1929 (Brasil, Paraguai)
- Mimetus hirsutus O. P.-Cambridge, 1899 (Mèxic)
- Mimetus hispaniolae Bryant, 1948 (Hispaniola)
- Mimetus indicus Simon, 1906 (Índia)
- Mimetus insidiator Thorell, 1899 (Àfrica Occidental, Sao Tomé, Illes Canàries)
- Mimetus japonicus Uyemura, 1938 (Corea, Japó)
- Mimetus keyserlingi Mello-Leitão, 1929 (Perú, Brasil)
- Mimetus labiatus Wang, 1990 (Xina)
- Mimetus laevigatus (Keyserling, 1863) (Mediterrani fins a l'Àsia central)
- Mimetus madacassus Emerit, 1996 (Madagascar)
- Mimetus margaritifer Simon, 1901 (Malàisia)
- Mimetus marjorieae Barrion & Litsinger, 1995 (Filipines)
- Mimetus melanoleucus Mello-Leitão, 1929 (Brasil)
- Mimetus mendicus O. P.-Cambridge, 1879 (Nova Zelanda)
- Mimetus monticola (Blackwall, 1870) (Sicília, Síria, Egipte)
- Mimetus natalensis Lawrence, 1938 (Sud-àfrica)
- Mimetus nelsoni Archer, 1950 (EUA)
- Mimetus notius Chamberlin, 1923 (EUA)
- Mimetus penicillatus Mello-Leitão, 1929 (Brasil)
- Mimetus portoricensis Petrunkevitch, 1930 (Puerto Rico)
- Mimetus puritanus Chamberlin, 1923 (EUA)
- Mimetus rapax O. P.-Cambridge, 1899 (Costa Rica, Panamà)
- Mimetus ridens Brignoli, 1975 (Filipines)
- Mimetus rusticus Chickering, 1947 (Panamà)
- Mimetus ryukyus Yoshida, 1993 (Taiwan, Illes Ryukyu)
- Mimetus saetosus Chickering, 1956 (Panamà)
- Mimetus sennio (Urquhart, 1891) (Nova Zelanda)
- Mimetus sinicus Song & Zhu, 1993 (Xina)
- Mimetus strinatii Brignoli, 1972 (Sri Lanka)
- Mimetus syllepsicus Hentz, 1832 (EUA, Mèxic)
  - Mimetus syllepsicus molestus Chickering, 1937 (Mèxic)
- Mimetus testaceus Yaginuma, 1960 (Xina, Corea, Japó)
- Mimetus tikaderi Gajbe, 1992 (Índia)
- Mimetus tillandsiae Archer, 1941 (EUA)
- Mimetus triangularis (Keyserling, 1879) (Perú, Brasil)
- Mimetus trituberculatus O. P.-Cambridge, 1899 (Panamà)
- Mimetus tuberculatus Liang & Wang, 1991 (Xina)
- Mimetus variegatus Chickering, 1956 (Panamà)
- Mimetus verecundus Chickering, 1947 (Panamà)
- Mimetus vespillo Brignoli, 1980 (Sulawesi)

### Oarces
Oarces Simon, 1879
- Oarces ornatus Mello-Leitão, 1935 (Brasil)
- Oarces reticulatus (Nicolet, 1849) (Xile, Argentina)

### Phobetinus
Phobetinus Simon, 1895
- Phobetinus investis Simon, 1909 (Vietnam)
- Phobetinus sagittifer Simon, 1895 (Sri Lanka)

### Reo
Reo Brignoli, 1979
- Reo eutypus (Chamberlin & Ivie, 1935) (EUA)
- Reo latro Brignoli, 1979 (Kenya)